# روبرتو بيريز (لاعب كرة قدم)
روبرتو بيريز (بالإسبانية: Roberto Pérez)‏ هو لاعب كرة قدم بوليفي في مركز الدفاع، ولد في 17 أبريل 1960 في سان اغناسيو دي فيلاسكو في بوليفيا. شارك مع منتخب بوليفيا لكرة القدم. أما مع النوادي، فقد لعب مع كلوب ديسترويرس ونادي بوليفار ونادي ريال سانتا كروز.

## وصلات خارجية
- روبرتو بيريز على موقع ناشيونال فوتبول تيمز (الإنجليزية)
- روبرتو بيريز على موقع عالم كرة القدم.نت (الإنجليزية)